# Grambker Kirche

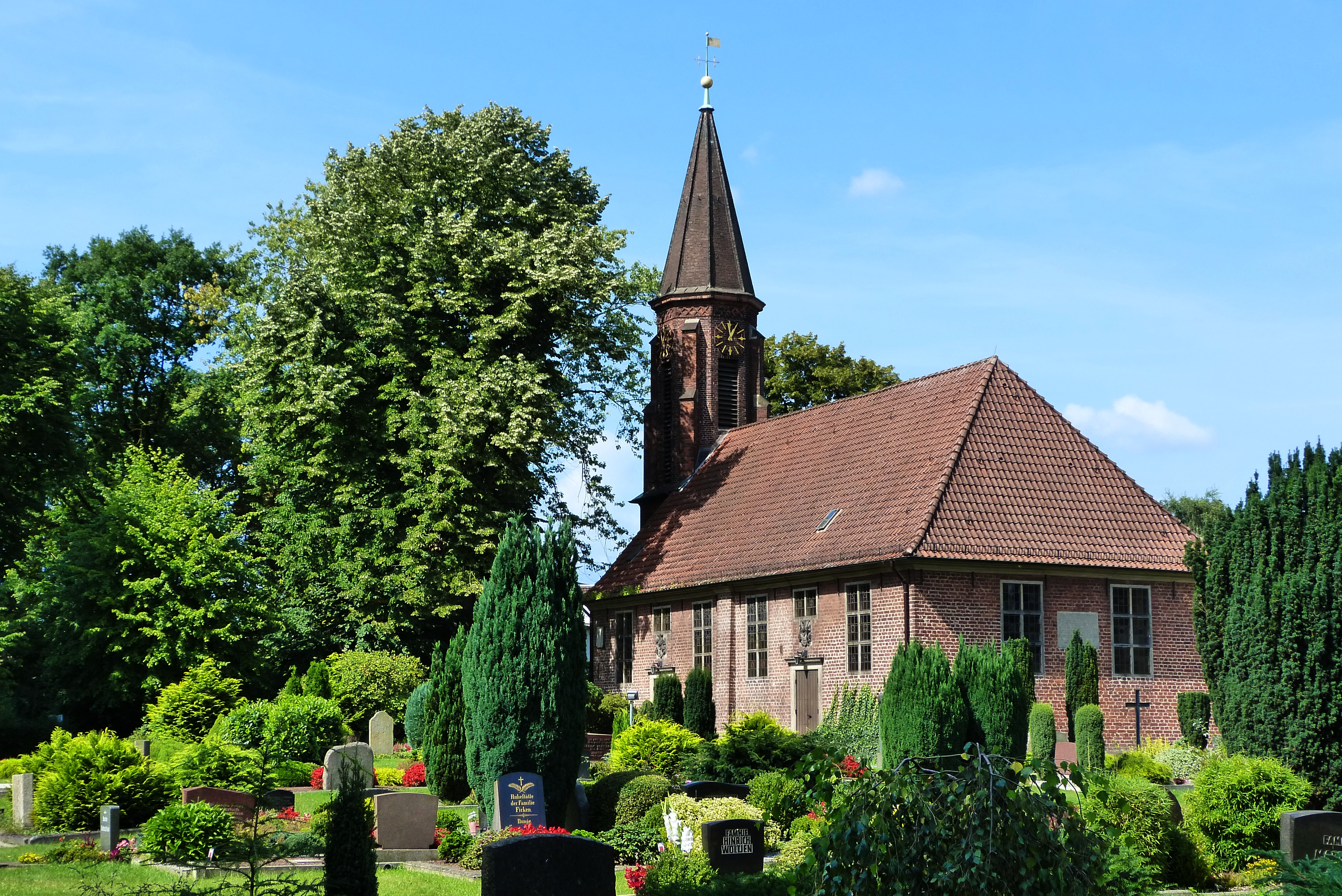
Grambker Kirche, Südostansicht

Die Grambker Kirche ist eine evangelische Pfarrkirche in Bremen im Stadtteil Burglesum, Ortsteil Burg-Grambke, Grambker Kirchweg 6.

## Bauwerk

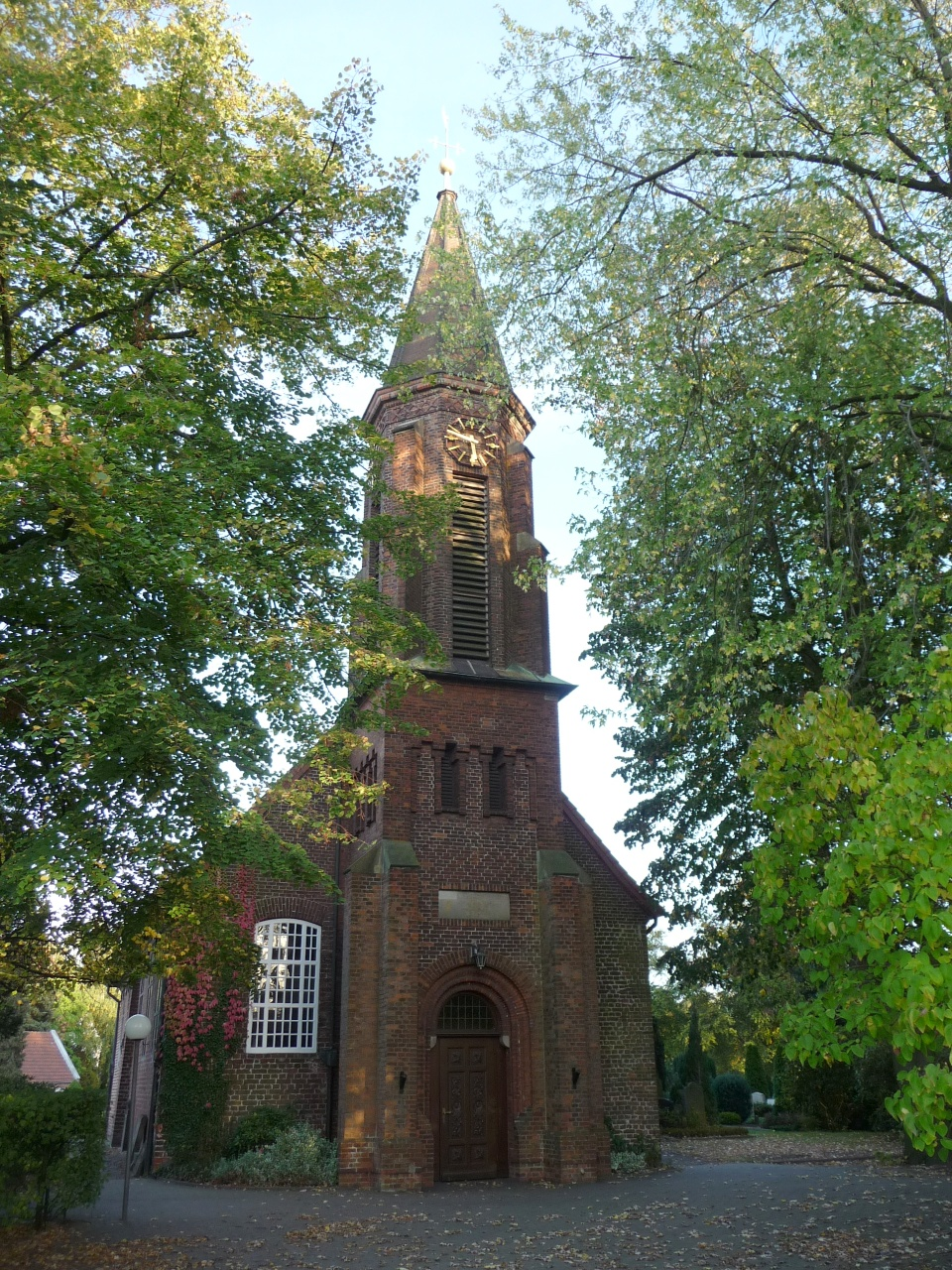
Grambker Kirche, Westansicht

Vorgänger der heutigen Kirche war ein Fachwerkbau von 1687. Er war baufällig geworden und musste abgerissen werden. Unter Aufsicht der Bremer Bürgermeister und Visitatoren für die Kirchen im bremischen Landgebiet Werner Köhne und Heinrich Meyer wurde 1722 die Grambker Dorfkirche als Backsteinbau im Barockstil neu errichtet. Die einschiffige Querhausanlage nach dem Muster reformierter Kirchen – wie die von St. Pauli von 1635 in der Bremer Neustadt – wurde von einem Walmdach überspannt. Die Seitenwände haben jeweils sechs, die West- und Ostwand zwei Fenster. Die ursprünglichen, mit Glasmalerei reich verzierten Bleiglasfenster wurden durch Bombenschaden im Zweiten Weltkrieg zerstört und 1953 durch eine schlichtere Bleiverglasung ersetzt. Der Haupteingang mit einer durch Schnitzwerk geschmückten Holztür befindet sich im Turm. Zwei weitere Türen befinden sich in der Südwand, darüber jeweils ein Bürgermeisterwappen und ein Fenster mit verringerter Höhe.
An der Südseite der Kirche befindet sich eine Sonnenuhr.
Turm
Die Kirche hatte zunächst keinen Turm, sondern einen kleinen Dachreiter, der später schadhaft war. 1864 erfolgte deshalb der Bau eines neugotischen, quadratischen Westturmes nach Plänen des Architekten Conrad Wilhelm Hase aus Hannover. Die Turmhöhe mit der Spitze beträgt 27,2 Meter. Der achteckige Turmhelm über dem Glockenhaus wurde zu Beginn mit schwarzen Glasurpfannen eingedeckt. Die Uhr von 1900 befindet sich in einer Höhe von 16 Meter.

### Glocken
Eine erste Glocken stammten von 1722, ersetzt durch die eiserne Glocke von 1863, die heute am Eingang steht. Die kleine, bronzene Kirchenglocken wurde 1938, die Große von 1956 von der Glockengießerei Otto in Hemelingen gegossen worden. Die OTTO-Glocken sind gestimmt auf g und h. Ihre Durchmesser sind: 1000 mm, 864 mm. Sie wiegen 575 kg und 450 kg.

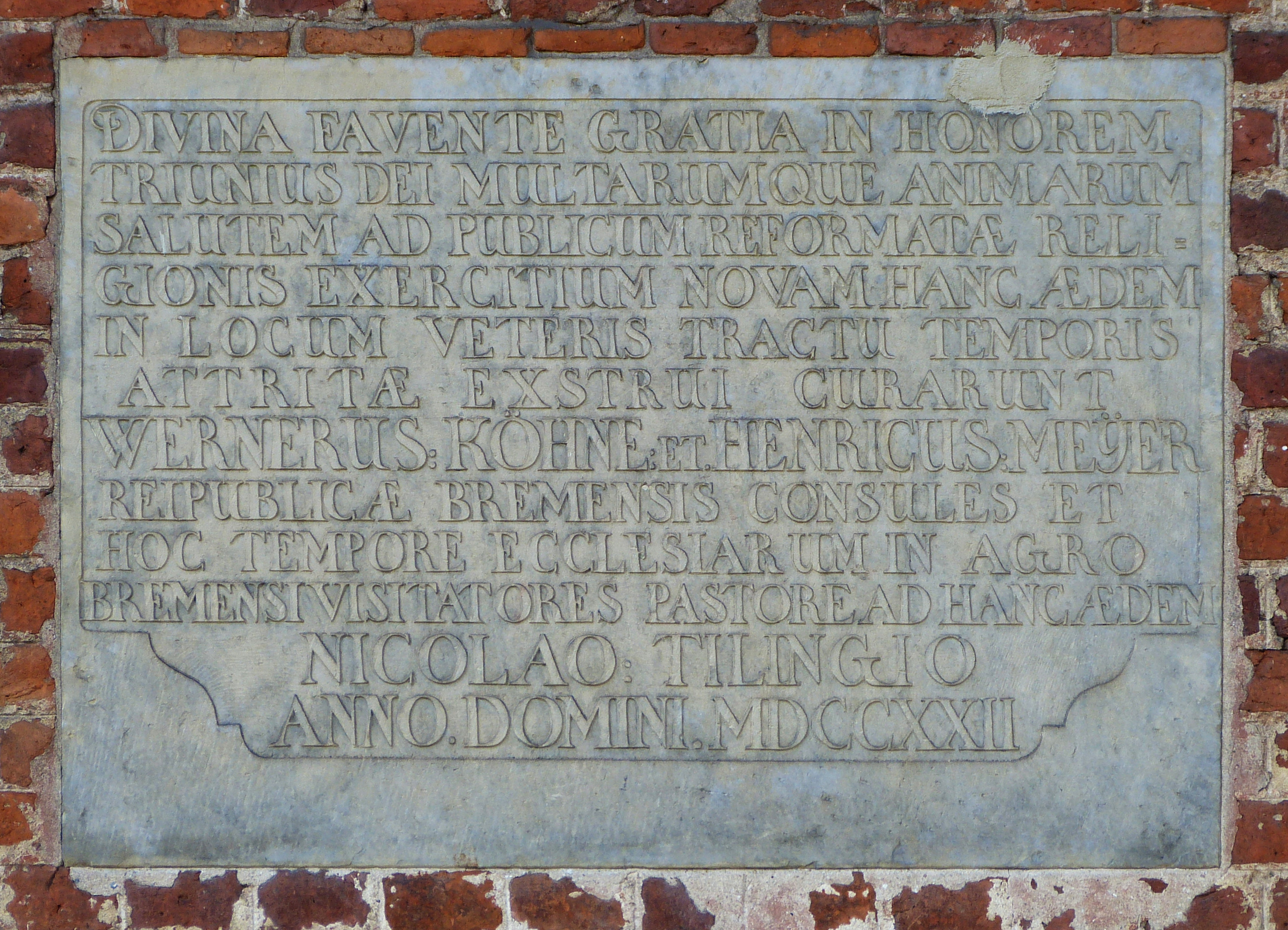
Steintafel zur Erinnerung an den Kirchenbau
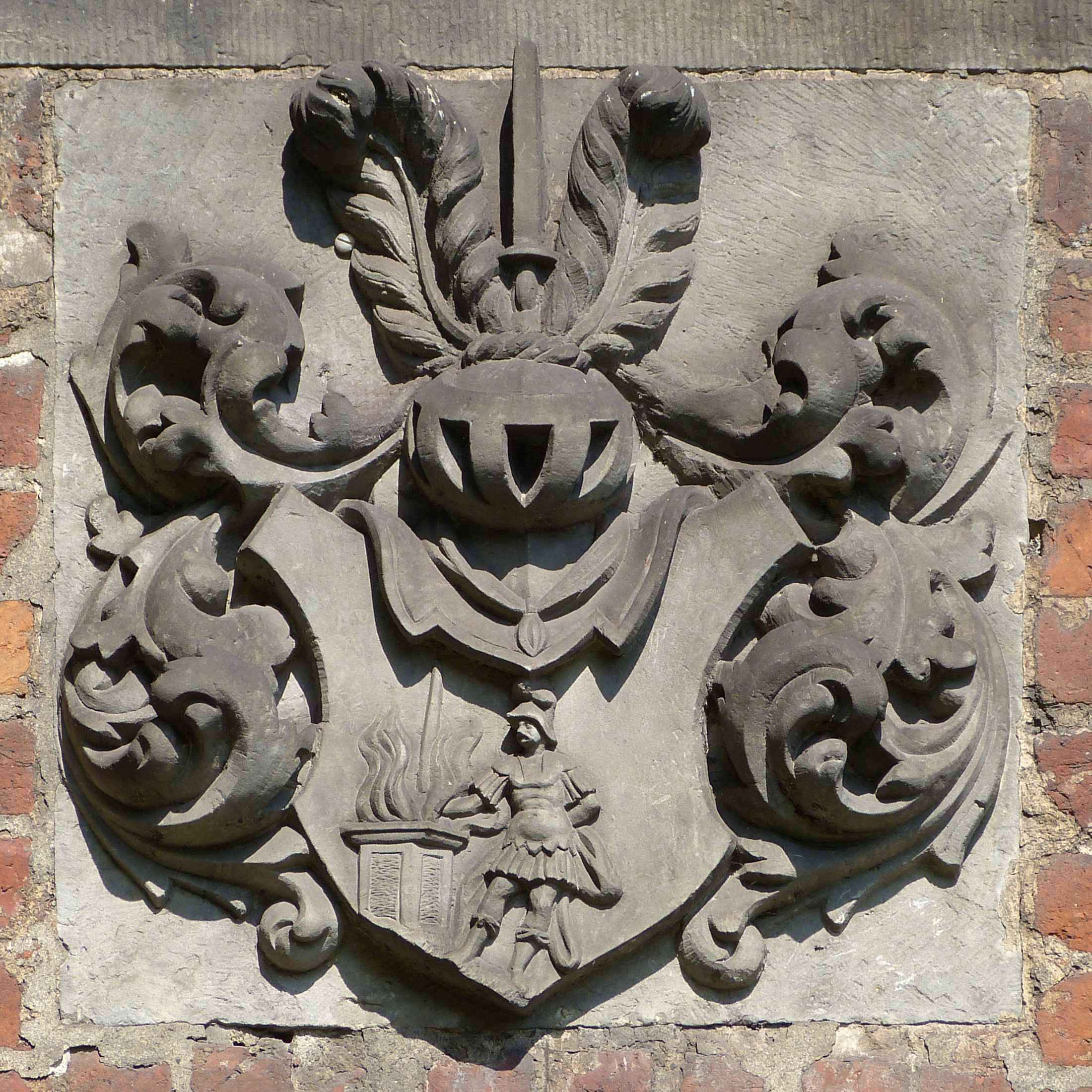
Wappenstein Bürgermeister Werner Köhne
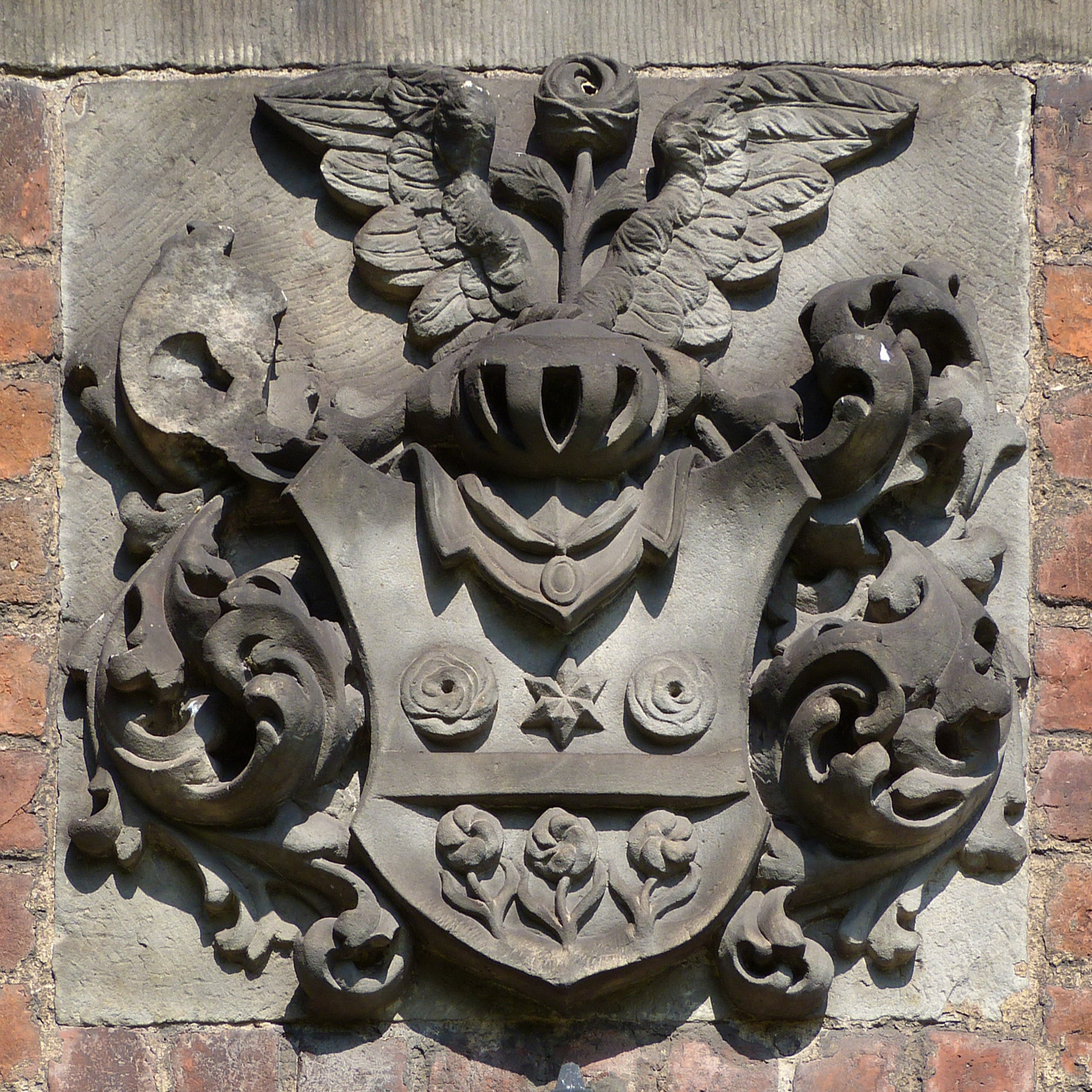
Wappenstein Bürgermeister Heinrich Meyer

### Innenausstattung
1842 wurde die Empore eingebaut und 1977 im Bereich der Orgel umgebaut. Das Tonnengewölbe wurde 1897 an Stelle der früheren hölzernen Flachdecke eingezogen.
Kanzel und Taufstein waren 1632 Schenkungen der Bremer Ratsherren Davemann und Hinrich von Aschen an die 1654 zerstörten Burger Kirche. Sie kamen 1680 in die erste kleine Grambker Kirche.
Der derber als andere bremische Kanzeln geschnitzte Predigtstuhl ist inschriftlich 1632 datiert. Eine gewundene Säule aus späterer Zeit trägt die Kanzel. Am Kanzelkorb in Blendbogennischen vier allegorische Figuren der Tugenden Spes (Hoffnung), Fortitudo (Tapferkeit, Beharrlichkeit), Justitia (Gerechtigkeit) und Prudentia (Klugheit). An der Rückwand unter dem Schalldeckel Halbfiguren von Moses und Johannes dem Täufer über Schweifwerkornament. Die ursprüngliche Bemalungen wurden überstrichen und später abgebeizt. 1953 wurde die Farbigkeit nach den Vorbildern von Kanzeln in Lemwerder und Warfleth rekonstruiert.
Der achteckige Taufstein war für einige Zeit verlorengegangen, wurde 1928 wiedergefunden und mit einem neuen Sockel aufgestellt. Die Metallabdeckung stammt von 1953.
Der Altartisch stammt von 1738.
Der Abendmahlskelch aus vergoldetem Silber von der Burger Kirche wurden einem Verzeichnis der Kirchenkleinodien von 1551 als „eyn verguldet Kelck“ erwähnt.

### Denkmalschutz
Die Kirche steht seit 1973 unter Bremer Denkmalschutz.

## Orgel
1791 fand die Anschaffung der ersten Orgel statt. 1794 erfolgte der Ankauf eines Positivs aus Altenesch und 1897 der Kauf einer neuen Orgel der Firma Furtwängler und Hammer. 1938 kam der Neubau der Orgel mit 14 Registern und einem zweiten Manual durch die Firma Hammer. 1977 musste erneut eine neue Orgel mit 20 Registern und 1310 Pfeifen von der Firma Führer beschafft werden, die das alte barocke Gehäuse erweiterte.

## Friedhof
Auf dem Kirchenfriedhof aus dem 17. Jahrhundert stammen einige ältere Grabsteine bzw. Grabplatten aus dem 16. zumeist jedoch aus dem 17. bis 18. Jahrhundert. Die erste erbaute, kleine Friedhofskapelle ist von 1909. Der Friedhof wird noch belegt.

## Kirchgemeinde
Die aktuelle Aktivitäten der Kirchengemeinde Grambke sind u. a.: Seniorenkreis, Jugendchor, Kirchenchor, Posaunenchor, Handarbeits- und Bastelkreise, Gymnastikgruppe, Videogruppe, Fußballgruppen, Kindergruppen, Jugendgruppen und Gesprächskreise.
In seinen jungen Jahren predigte Bürgermeister Johann Smidt um 1791 mehrfach in der Kirche.
Das Gemeindehaus Ernst Moritz Arndt mit einem Satteldach wurde 1937 erbaut. 1978 folgte ein großer Anbau mit dem Gemeindesaal. Die Pastorenhäuser I und II sind von 1907 und ?. Das zerstörte Mertensche Küsterhaus von 1674 stand bis 1942 beim heutigen Parkplatz.
Der Gemeindekindergarten wurde 1949 gegründet, vergrößert und 1966 sowie 1974 zum Kindertagesheim als Kita ausgebaut. Das Jugendheim von 1955 steht Hinter der Grambker Kirche Nr. 18.